# کارل زیگلر
کارل زیگلر (به آلمانی: Karl Ziegler) (۱۸۹۸-۱۹۷۳)، شیمی‌دان آلمانی و برندهٔ جایزهٔ نوبل شیمی در ۱۹۶۳ به همراه جولیو ناتای ایتالیایی برای تحقیقاتشان بر روی پلیمرها بود.

## زندگینامه
کارل زیگلر در ۲۶ نوامبر ۱۸۹۸ در هلسای آلمان زاده شد. در دانشگاه ماربورگ تحصیل کرد و به تدریس در هایدلبرگ و هال پرداخت. در ۱۹۴۳ به ریاست مؤسسهٔ تحقیقات کربنی ماکس پلانک در مولهایم رسید و در ۱۹۶۳ جایزهٔ نوبل شیمی را همراه با شیمی‌دان ایتالیایی، جولیو ناتا برای تحقیقاتش در زمینهٔ زنجیره‌های بلند پولیمری که به توسعهٔ مواد جدید صنعتی همچون پولیپروپیلن منجر شده بود دریافت داشت.